# Comuna Bîceva, Liubar
Bîceva (în ucraineană Бичева) este o comună în raionul Liubar, regiunea Jîtomîr, Ucraina, formată din satele Bîceva (reședința) și Rohizna.

## Demografie
Componența lingvistică a comunei Bîceva
     Ucraineană (98,76%)
     Alte limbi (1,14%)
Conform recensământului din 2001, majoritatea populației comunei Bîceva era vorbitoare de ucraineană (98,76%), existând în minoritate și vorbitori de alte limbi.